# 간전면
간전면(艮田面)은 대한민국 전라남도 구례군에 위치한 면이다.

## 개요
간전면은 구례군의 동남쪽에 위치하며 동쪽은 섬진강과 남도대교를 사이에 두고 경남 하동군 화개면과 광양시 다압면, 남쪽은 광양시 봉강면, 서남쪽은 순천시 황전면과 접하고 있고 섬진강을 경계로 북쪽은 토지면과 서쪽은 문척면과 접하고 있으며, 광양시와 경계를 이루고 있는 1,218m의 백운산 준령이 730m의 계족산과 532m의 하천산을 비롯한 군소산맥이 동남서로 뻗어 내려 골짜기와 들을 형성하는 산간 농촌이다.

## 행정 구역
| 법정리 | 한자명 | 행정리                 | 자연마을                                 | 비고 |
| ------ | ------ | ---------------------- | ---------------------------------------- | ---- |
| 간문리 | 艮文里 | 대평, 해평             | 대평, 해평                               |      |
| 금산리 | 錦山里 | 금장                   | 금장(금장, 산영, 용지동)                 |      |
| 삼산리 | 三山里 | 산정, 수내             | 산정, 수내                               |      |
| 수평리 | 壽坪里 | 상만, 중평, 하만       | 상만, 중평, 하만                         |      |
| 양천리 | 陽川里 | 양동, 야동             | 양동(양동, 치촌), 야동                   |      |
| 운천리 | 雲川里 | 하천, 백운천           | 하천, 백운천(상백운천, 하백운천, 안열)   |      |
| 중대리 | 中大里 | 거석, 중한치, 묘동     | 거석, 중한치(중한치, 평지, 도장동), 묘동 |      |
| 효곡리 | 孝谷里 | 효죽, 논곡             | 효죽, 논곡(논곡, 선창)                   |      |
| 흥대리 | 興大里 | 흥대, 대촌, 안음, 복구 | 흥대, 대촌, 안음, 복구                   |      |

## 교육
- 간문초등학교